# Longwood
Longwood é um distrito e uma localidade da ilha de Santa Helena (território). O distrito tem área de 33,4 km² e população de 802 pessoas (2011)
Esta localidade tornou-se famosa por nela ter sido deportado o imperador francês Napoleão  Bonaparte entre 1815 até sua morte (5 de Maio de 1821).